# Ясен месец
„Ясен месец“ (изписване до 1945 година: „Ясенъ месѣцъ“) е написан като въстанически марш от Яни Попов – войвода и деец на Вътрешната македоно-одринска революционна организация. Текстът бързо придобива полулярност и песента става химн на тракийската революционна борба и на Странджа.

## История
Текстът е от стихосбирката „Странджанска гусла“ (1905), издадена отново през 1909 година като „Странджански жалби“. Стихосбирката е сборник от хайдушки и революционни песни, записани на местно наречие от Лозенградско, Малкотърновско и Бунархисарско. В третото издание е поместен пълният текст на „Ясен месец“, посветен на сражението при Сърмашик и загиналите Пано Ангелов и Никола Равашола.
Популярно е изпълнението на „Ясен месец“ от странджанския народен певец Сава Попсавов.

## Текст
Ясен месец веч изгрява над зелената гора.

В цяла Странджа роб запява песен нова юнашка.

През потоци, реки, бърда, нещо пълзи, застава

Дал е Юда самодива, или луда гидия?

Ней е Юда самодива, нито е луда гидия

Най е чета от юнаци, плашило за читаци.

Бързат, бързат да престигнат преди петли в Сърмашик,

Да ги никой не угади и ги подло предаде.

Пушка пукна, ек отекна, знак се даде за борба

Бомби трещат, куршум пищи - цяла Странджа веч ечи

Тиранинът е уплашен, от геройската борба.

Нема вече плахи роби, има горди юнаци…

Гръм, куршуми, гръм отново! Скъпа кръв порой тече,

Пада Паньо, Равашола, мрат в борбата синове.

О, Сърмашик, село славно, от юнашката борба,

О, Сърмашик, знаме ново на тракийска свобода.